# Tapinocyba transsylvanica
Tapinocyba transsylvanica is een spinnensoort in de taxonomische indeling van de hangmatspinnen (Linyphiidae).
Het dier behoort tot het geslacht Tapinocyba. De wetenschappelijke naam van de soort werd voor het eerst geldig gepubliceerd in 1934 door Gábor von Kolosváry.